# Dífil de Sinope
Dífil de Sinope (en llatí Diphilus, en grec Δίφιλος) va ser un poeta còmic atenenc de la nova comèdia, contemporani de Menandre d'Atenes i Filemó el Vell, nascut a Sinope. Va ser amant de la cortesana Gnataena, a qui va atacar en algunes de les seves comèdies quan estava sota la influència de la gelosia. Es diu que va escriure unes 100 obres i en algunes hi va actuar ell mateix.
Encara que cronològicament pertanyé a la nova comèdia, la seva poesia s'acosta més a la comèdia mitjana, i és així, per exemple, que en les seves obres escollí sovint temes mitològics i les va portar a l'època d'Arquíloc de Paros, Hiponax i Safo. El seu llenguatge era simple i elegant, però s'allunyà de vegades de la puresa àtica.
El Rudens de Plaute és una traducció d'una obra de Dífil, però no se'n coneix el nom grec. Altres obres seves de les que se'n conserven fragments o només el títol van ser:
- Ἄγνοια, (la ignorància) que també va ser atribuïda a Cal·líades.
- Ἀδελφοί, (els germans).
- Ἀλείπτρια, (la que mastega), amb el mateix títol que una obra d'Antífanes de Cios
- Ἄμαστρις, segurament referent a Amastris, princesa persa
- Αἱρησιτείχης, (en segona edició Εὐνοῦχος o Στρατιώτης),
- Ἀνάγυρος
- Ἀνασωζόμενοι (els homes salvats)
- Ἄπληστος, (insaciable)
- Ἀποβάτης,
- Ἀπολιποῦσα, també atribuïda a un Sossipus, autor dubtós.
- Βαλανεῖον,
- Βοιώτιος, (l'home de Beòcia)
- Γάμος, (el matrimoni)
- Δαναιδες, (les Danaides)
- Διαμαρτάνουσα,
- Ἐγκαλοῦντες, (els acusadors)
- Ἐκάτη, (Hècate)
- Ἑλενηφοροῦντες,
- Ἐλλεβοριζόμενοι,
- Ἔμπορος,
- Ἐναγίζοντες o Ἐναγίσματα,
- Ἐπιδικαζόμενος,
- Ἐπιτροπή, o Ἑπιτροπεύς,
- Ἐπίκληρος,
- Ζωγράφος,
- Ἡρακλῆς, (Heracles)
- Ήρως, (l'heroi)
- Θησαυρός, (el tresor)
- Θησεύς, (Teseu)
- Κιθαρῳδός,
- Κληρούμενοι, la Càsina de Plaute n'és una traducció
- Μαινόμενος, (furiós)
- Μνημάτιον, (sepulcre petit)
- Παιδερασταί, (els pederastes)
- Παλλακή, (la concubina)
- Παράσιτος, (el paràsit)
- Πελιάδες, (els fills de Pèlias)
- Πιθραύστης,
- Πλινθοφόρος,
- Πολυπράγμων,
- Πύρρα, (Pirra)
- Σάπφω, (Safo de Lesbos)
- Σικελικός, (el sicilià), probablement obra de Filemó el Vell
- Συναποθνήσκοντες, traduïda per Plaute amb el nom de Commorientes, i seguida en part per Terenci a Adelphi
- Σύντροφροι,
- Συνωρίς,
- Τελεσίας,
- Φρέαρ,
- Φιλάδελφος o Φιλάδελφοι
- Χρυσοχόος.[1]

Dífil està traduït al català en l'edició bilingüe de la Col·lecció Clàssics grecs i llatins de la Fundació Bernat Metge (vol. 391): Dífil, Apol·lodor de Carist, Apol·lodor de Gela, Fragments de Comèdia Nova. Introducció, text grec revisat, traducció i notes de Jordi Pérez Asensio. Barcelona: Fundació Bernat Metge, 2012. (Aquí Arxivat 2014-09-26 a Wayback Machine.).